# Aeronavă electrică
O aeronavă electrică este o aeronavă propulsată de motoare electrice alimentate de la pile de combustie, celule solare, baterii, supercondensatori.